# تشارلز إي. هايبارد
تشارلز إي. هايبارد هو محامي وسياسي أمريكي، ولد في 15 مارس 1844 في Farmington, Maine ‏ في الولايات المتحدة، وتوفي في 11 أغسطس 1922 في بيتسفيلد في الولايات المتحدة. نشط حزبياً في الحزب الديمقراطي.